# روی کومادا
روی کومادا (انگلیسی: Rui Kumada؛ زادهٔ ۵ سپتامبر ۱۹۹۲) بازیکن فوتبال اهل ژاپن است.